# 加菲爾德鎮區 (堪薩斯州克萊縣)
加菲爾德鎮區（英語：Garfield Township）為美國堪薩斯州克萊縣的鎮區。2010年美国人口普查中該鎮區人口有117人。

## 地理
加菲爾德鎮區涵蓋面積91.28平方（35.24平方英里），境內無城市設立。

### 墓園
根據美國地質調查局的資料，此鎮區擁有1座墓園：
- 森特米申墓園（Center Mission Cemetery）

## 人口統計
根據2010年美國人口普查，加菲爾德鎮區人口有117人，人口密度為1.28人/每平方公里。此鎮區居民之種族有99.15%為白人；0%為非裔美洲人；0%為美洲原住民；0%為亞洲人；0%為太平洋島民；0%為其他種族；另外有0.85%為混血種族。而西班牙裔或拉丁裔美洲人佔此鎮區人口的0.85%。

## 外部連結
- US-Counties.com
- City-Data.com[永久]